# 일론 머스크 대 마크 저커버그
일론 머스크 대 마크 저커버그는 재계 거물 일론 머스크와 마크 저커버그 간 예정되었던 시합이였다.
머스크는 2022년 10월 트위터를 인수한 이후 저커버그가 소유한 메타 플랫폼의 인스타그램이 트위터 경쟁 서비스를 만들고 있다는 소식이 보도된 이후 저커버그를 비난하기 시작했다. 머스크는 저커버그에게 케이지 매치를 신청했고 저커버그는 이를 받아들였다. 얼티메이트 파이팅 챔피언쉽 (UFC) 데이나 화이트 회장의 말에 따르면 둘 다 이 시합에 진지하다고 하였다.
코로나-19 범유행 기간 동안 저커버그는 종합격투기와 주짓수 훈련을 시작해 2023년 5월 첫 대회를 마쳤다. 대회 이후 머스크와 저커버그 둘 다 복싱 선수들로부터 훈련 제안을 받았다. 8월에는 이탈리아에서 시합이 열리는 내용을 포함해 경기 개최에 대한 논의가 진행되었다.
이 시합은 페이스북-케임브리지 애널리티카 데이터 스캔들 이후 저커버그의 이미지 반전의 계기가 되었다